# Диффузное излучение неба

Спектр диффузного излучения голубого неба. В спектре видны фраунгоферовы спектральные линии солнечного излучения и полосы поглощения воды.

Диффу́зное излуче́ние не́ба — солнечное излучение, достигающее земной поверхности после того, как оно было рассеяно на молекулах или твёрдых частицах в атмосфере. Из всего излучения Солнца, рассеивающегося в атмосфере, около двух третей в конечном счёте достигает Земли как диффузное излучение (если Солнце находится высоко над горизонтом, рассеивается не менее 25 % падающего излучения).
Основные механизмы рассеяния света в атмосфере (рассеяние Рэлея, рассеяние Ми) являются упругими, то есть при этом происходит смена направления излучения без изменения длины волны.

## Почему небо голубое
Небо выглядит голубым по той причине, что воздух рассеивает свет с короткой длиной волны сильнее длинноволнового излучения света. Интенсивность рассеяния Рэлея, обусловленного флуктуациями количества молекул газов воздуха в объёмах, соизмеримых с длинами волн света, пропорционально {\displaystyle 1/\lambda ^{4}}, где {\displaystyle \lambda } — длина волны, то есть фиолетовый участок видимого спектра рассеивается приблизительно в 16 раз интенсивнее красного. Так как излучение синего цвета имеет более короткую длину волны и расположено в конце видимого спектра, оно больше рассеивается в атмосфере, чем красное. Поэтому участок неба вне направления на Солнце имеет голубой цвет (но не фиолетовый, так как интенсивность излучения в солнечном спектре неравномерна и интенсивность в фиолетовом участке спектра в нём меньше, а также вследствие меньшей чувствительности глаза к фиолетовому цвету и большей к синему, который раздражает не только чувствительные к синему цвету колбочки в сетчатке, но и колбочки, чувствительные к красным и зелёным лучам).
Во время заката и рассвета прямой солнечный свет проходит по касательной к земной поверхности, так что путь, проходимый светом в атмосфере, становится намного больше, чем днём при большей высоте Солнца над горизонтом. Из-за этого бо́льшая часть синего и даже зелёного света рассеивается в стороны из прямого солнечного света, поэтому прямой свет солнца, а также освещаемые им облака и небо вблизи горизонта окрашиваются в красные тона.
При другом составе атмосферы, например, на других планетах, цвет неба, в том числе и при закате светила, может быть другим. Например, цвет неба на Марсе красновато-розовый.
Рассеяние и поглощение — главные причины ослабления интенсивности света в атмосфере. Рассеяние меняется как функция от отношения диаметра рассеивающей частицы к длине волны света. Когда это отношение меньше 1/10, возникает рэлеевское рассеяние, при котором коэффициент рассеяния пропорционален {\displaystyle 1/\lambda ^{4}}. При бо́льших отношениях размера рассеивающих частиц к длине волны закон рассеивания изменяется согласно уравнению Гюстава Ми; когда же это отношение больше 10, с достаточной для практики точностью применимы законы геометрической оптики.

## Под облачным небом
При пасмурной погоде бо́льшая часть прямого солнечного света до земли не доходит. Рассеянный свет многократно преломляется в водяных каплях, взвешенных в воздухе. Капель много, и каждая имеет свою форму и, следовательно, преломляет по-своему. То есть облака рассеивают свет от неба, и в результате до поверхности Земли доходит белый свет. Если облака имеют большие размеры, то часть света поглощается, и цвет неба серый.
Спектральный состав излучения при рассеянии на каплях мало меняется так как размер капель воды в облаках много больше длин волн видимого спектра, поэтому все длины волн света видимого спектра (от красного до фиолетового) рассеивается примерно одинаково. По интенсивности излучение снижается (оценочно) от 1/6 интенсивности прямого солнечного света для относительно тонких облаков до 1/1000 для наиболее толстых грозовых облаков.

## Реперные точки
Так как при релеевском рассеянии рассеянный свет полностью или частично поляризован (в зависимости от угла рассеяния), на небесной полусфере существуют четыре точки, излучение из которых неполяризовано.
- Точка Араго (А), названная в честь открывателя, при отсутствии дымки и тумана расположена на 20° выше противосолнечной точки, а в туманном воздухе расположена выше. Поэтому по её положению определяют степень затуманенности атмосферы.
- Точка Бабинэ (Ba), открыта Бабинэ в 1840 году, расположена на 15°—20° выше Солнца, но её трудно наблюдать из-за близости солнечного диска.
- Точка Брюстера (Br), открыта Брюстером в 1840 году, расположена на 15°—20° ниже Солнца, но её трудно наблюдать из-за близости солнечного диска.
- Четвёртая точка (IV), открыта при наблюдении с высотных самолётов. Располагается на 20° ниже противосолнечной точки.

## Фотографии

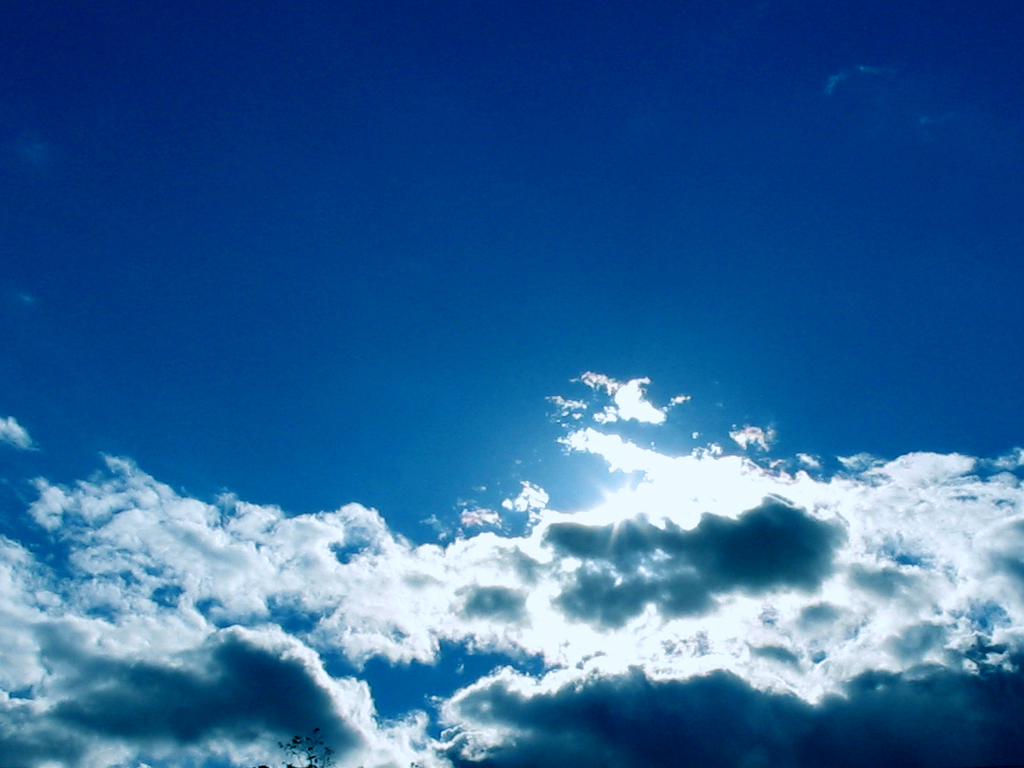
Синее небо с белыми облаками.
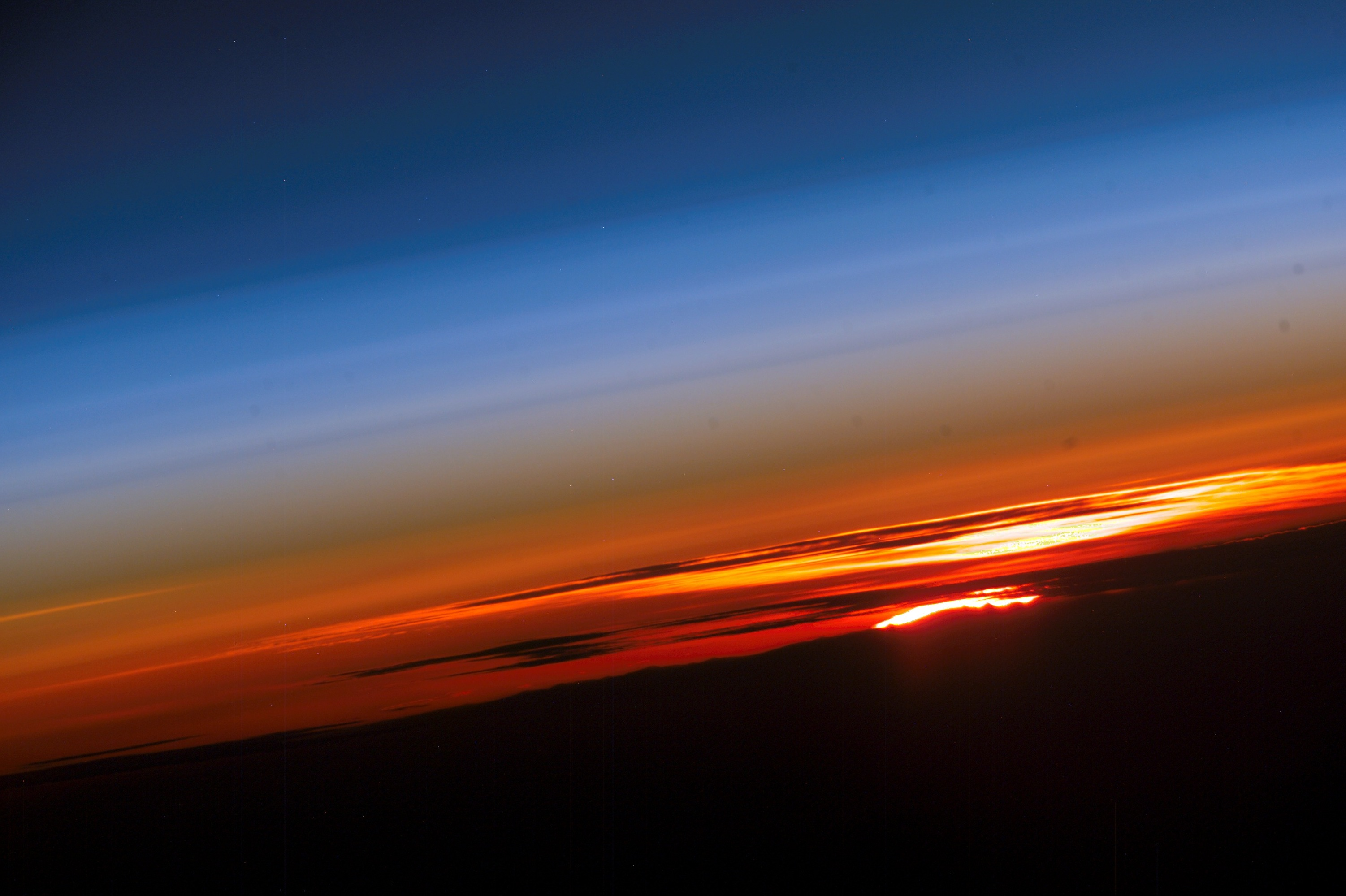
Закат. Красное небо вблизи солнца градиентно переходит в синее вдали от него.
Облачное небо. Синий цвет неба рассеивается на дымке, но не полностью. Отсюда голубоватый оттенок
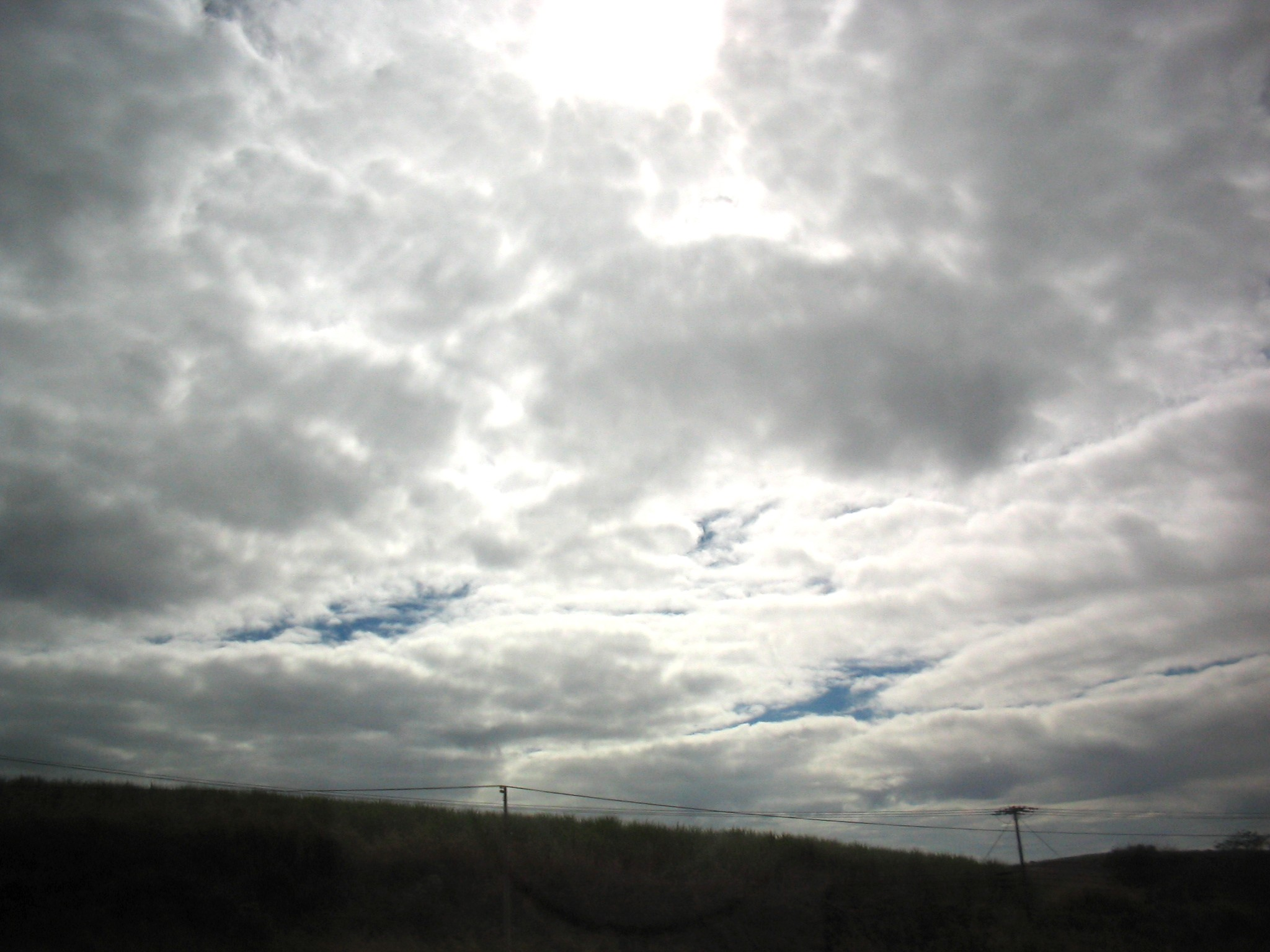
Небо, затянутое серыми облаками.
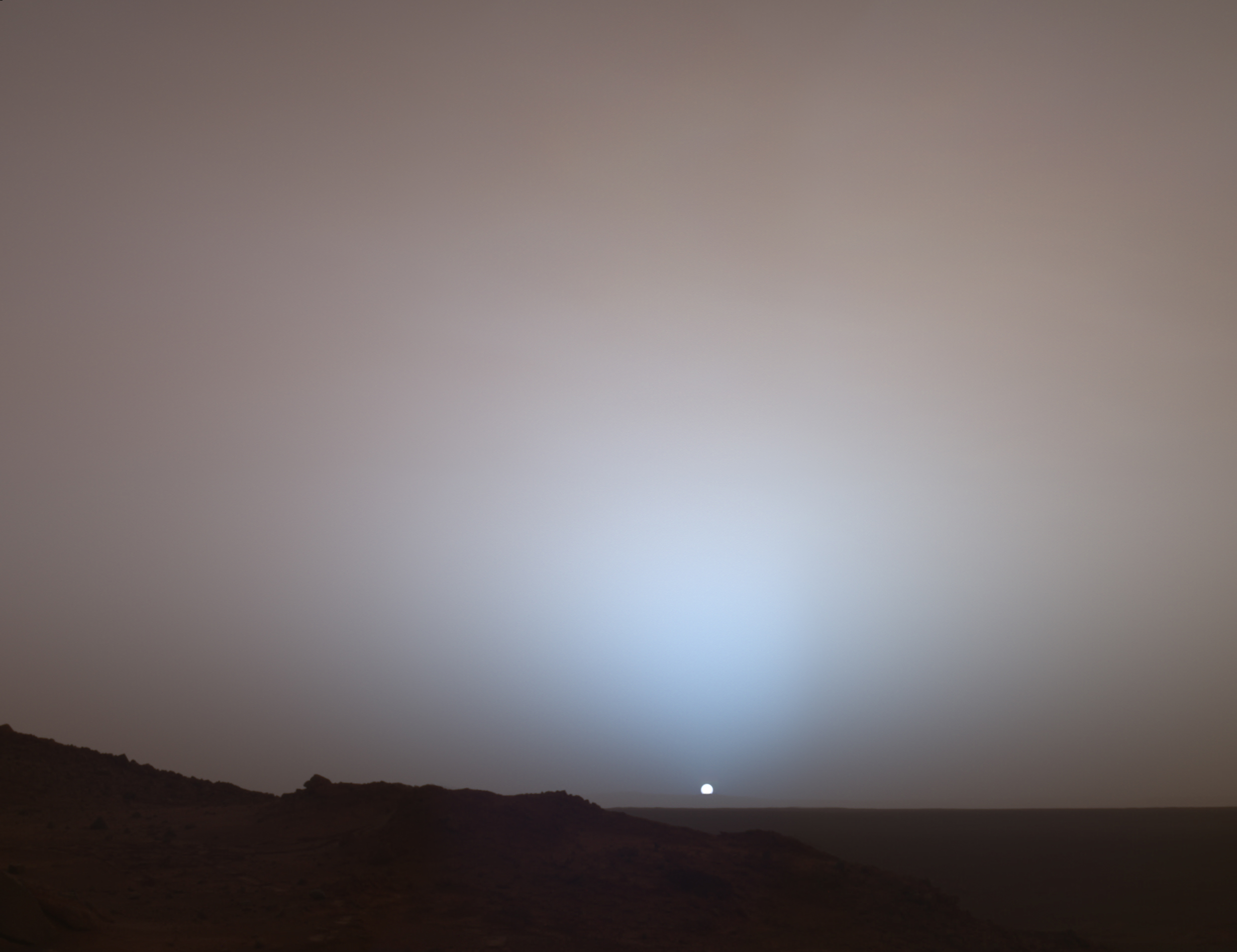
Закат на Марсе.